# Канем (регион)
Канем (фр. Kanem, араб. كانم‎) — регион в Республике Чад. Название происходит от исторической области Канем, входившей в Средние Века в состав государства Канем-Борно. Административный центр — город Мао. Площадь — 75 000 км², население — 354 603 человек (2009 год).

## География
Регион Канем расположен на западе Чада. На севере граничит с регионом Борку, на востоке с регионом Бахр-эль-Газаль, на юге с регионом Лак, на западе с Нигером. Через Канем проходит стратегическая транссахарская магистраль Нджамена — Бардаи (в Тибести).

## Этнография
Регион Канем населяют народы: тубу (48 % от общего числа жителей), канембу (40,5 %) и чадские арабы (5 %).

## Административное деление
Регион делится на три департамента — Канем (состоит из 4 супрефектур: Мао, Кекедина, Меле и Ваджиги), Северный Канем (состоит из 4 супрефектур: Ноку, Нтиона, Риг-Риг и Зигей) и Вади-Биссам (состоит из 2 супрефектур: Мондо и Ам-Добак).

## Населённые пункты
| - Абайро - Абани - Абани-Арак - Аджилум - Алифори - Амбра - Афуно - Баркаболу - Бодианга - Бора - Гомсу - Делефианга - Джигаре - Дуль - Ике - Карна - Киндичи - Комбогори - Корофи - Куале - Кульво - Легра | - Луфаду - Мамери - Маокининга - Мапаль - Медекуру - Миу - Молори - Нгари - Нира - Оюмбу - Сунтра - Телелинга - Торфе - Утукулу - Фадалари - Фафальджи - Фире - Фускай - Чиди - Чили - Эритукули - Юно |